# 無角和種
無角和種（むかくわしゅ、英語：Japanese Polled）は、牛の品種の一つであり、肉牛として飼育される。

## 歴史
山口県阿武郡に国の畜産試験場中国支場から、無角のアバディーン・アンガスによる交雑種の種牡が1920年（大正9年）に貸付され、これと在来種である有角の黒毛和種を交配し、無角の形質を固定させた。
1923年（大正12年）に最初の標準が決められ、無角防長種と呼ばれ、更に改良が進められた。
1944年（昭和19年）に無角和種と命名され、品種として認定された。
早肥早熟で粗飼料の利用性に優れた無角和種は1963年（昭和38年）には約10,000頭が飼養されていたが、市場のニーズが霜降り肉へとシフトするにつれてサシの少ない肉質の無角和種は市場での競争力が失われ、1994年（平成6年）には飼養数が250頭まで減少した。無角和種の絶滅が危惧された同年、阿武町を中心に9市町村が参画した無角和種振興公社が設立され、放牧地「無角和種の郷」が開設された。2018年（平成30年）の時点で約200頭が飼養されている。

## 身体・特徴
- 毛色は黒単色、鼻鏡、蹄も黒く、無角。
- 体格は小型で、成雌の体高は雄で137センチメートル、雌で122センチメートル程度。体重は雄で800キログラム、雌で450キログラム程度[1]。
- 体型は典型的肉用種にかなり近く、中躯は長めで短肢。
- 産肉能力は1日増体量で1キログラム前後、枝肉歩留62パーセントと良い。
- 皮下脂肪が厚く、ロース芯面積は小さい。
- 脂肪沈着が第1次筋束間に止まり、筋繊維間にまで入らないため、素牛生産に黒毛和種の雄も使われている。